# Ферніс (Шотландія)
Фе́рніс (англ. Furnace, шотл. гел. An Fhùirneis) (стара назва англ. Inverleacainn, шотл. гел. Inbhir Leacainn) — село у Шотландії у області Аргілл-і-Б'ют. Розташоване на північному березі вузької морської затоки Лох-Фіне.

## Назва села
Первинною назвою села було Inbhir Leacainn (шотландською гельською мовою) або Inverleacainn (англійською мовою), що у перекладі з шотландської гельської мови означає «гирло річки Leacainn». Однак, після побудови тут доменної печі потроху цю місцевість почали називати «the furnace» (піч), а потім і взагалі «Furnace».

## Доменна піч

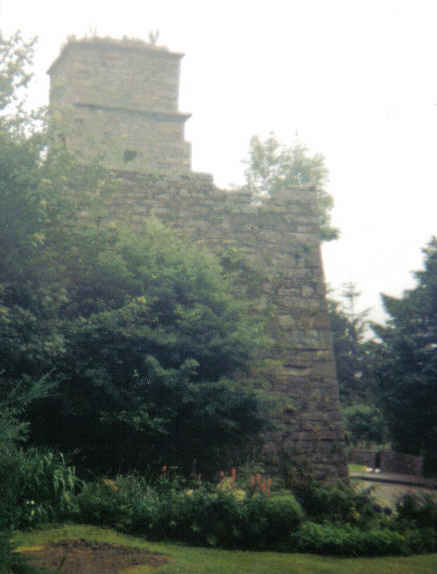
Доменна піч у селі Ферніс

Доменна піч збудована 1755  року компанією Duddon Company з Камбрії. Доменна піч працювала на деревному вугіллі, яке вироблялося з деревини місцевих лісів. Доменне виробництво тут було припинене 1813 року.

## Завод з виробництва пороху
1841 року у селі Ферніс було відкрито завод з виробництва пороху. Це був один з чотирьох порохових заводів графства Аргайлшир. Пороховий склад компанії, який містив багато тон пороху, знаходився лише у 80 метрах від сільської школи. 1880 року пороховий склад вибухнув. Жертвою вибуху була лише одна людина, менеджер компанії Вільям Робінсон, який в цей час знаходився навіть не на роботі, а на обідній перерві у себе вдома, за 230 метрів від порохового складу. Було поранено ще троє осіб.  Після інциденту компанія припинила свою роботу. 

## Село сьогодні
Сьогодні населення села Ферніс є значно меншим від того, яким воно було раніше, і складає менше 200 осіб, значна частина з яких це люди пенсійного або передпенсійного віку.
Якщо у 1930-х роках у місцевій школі навчалося до 40 учнів, то сьогодні до школи ходить лише 24 учні.
З семи сільських крамниць сьогодні працює лише одна. У селі є готель, поштове відділення, спортивний і дитячий майданчики.